# RGMII
RGMII (Reduced Gigabit Media Independent Interface) — улучшенный интерфейс GMII указывает конкретный интерфейс между Ethernet MAC и PHY.
RGMII использует половину цепей, используемых в GMII интерфейсе. Это сокращение достигается за счет синхронизации данных как по фронту, так и по спаду тактового сигнала в режиме 1000 Мбит/с, а также путём устранения несущественных сигналов (несущей и индикации). Таким образом RGMII состоит только из следующих цепей: RX_CTL, RXC, RXD [3:0], TX_CTL, TXC, TXD [3:0] (12 контактов, в отличие от GMII).
RGMII поддерживает следующие режимы работы:
| Скорость (Мбит/с) | Тактовая частота (МГц) | Количество бит, передаваемых за один такт |
| ----------------- | ---------------------- | ----------------------------------------- |
| 10                | 2.5                    | 4                                         |
| 100               | 25                     | 4                                         |
| 1000              | 125                    | 8                                         |